# Murina gracilis
Murina gracilis és una espècie de ratpenat de la família dels vespertiliònids. És endèmic de Taiwan. El nom específic, gracilis, es refereix a la fesomia esvelta de l'animal.
El seu hàbitat natural són els boscos situats a altituds de més de 1.400 msnm. A Chiayi, l'àmbit de distribució de M. gracilis s'encavalca amb el de M. recondita. Les dues espècies també viuen en proximitat a Hualien.
M. gracilis és un membre petit del gènere Murina. L'avantbraç mesura 28–33 mm. A l'esquena hi ha pèls de cobertura brillants i de color daurat. El pèl del ventre és negre, amb les puntes de color marró grisenc o blanc grisenc.